# Policisne de Boecia
Policisne de Boecia es un libro de caballerías, célebre por haber sido el último del género que se publicó en España, poco antes de la aparición del Quijote. Obra de Don Juan de Silva y de Toledo, señor de Cañadahermosa, fue impreso por Juan Iñíguez de Lequerica en Valladolid en 1602, con el título de Historia famosa del Príncipe Don Policisne de Boecia, hijo y único heredero de los Reyes de Boecia Minandro y Grumedela, y de sus ilustres hechos y memorables hazañas y altas caballerías.
El libro, que está inspirado en Amadís de Gaula y en algunos pasajes lo plagia sin tapujos, relata las aventuras del valeroso caballero Policisne de Boecia, protegido de la sabia Ardémula. Concluye anunciando una segunda parte, que nunca se publicó.